# Зашків (Львівський район)
За́шків — село в Україні, у складі Львівської міської громади, підпорядковується Львівській міській раді, як частина Шевченківського району м. Львова, Львівського району, Львівської області. Північний старостинський округ.
Перша письмова згадка про село Зашків сягає 1377 року.
Щороку в Зашкові у ніч на Івана Купала проводиться етнічний фестиваль «Купальський вінок». В середині червня тут проходить фестиваль «Зашків – Земля Героїв» – патріотичний фестиваль, заснований молодіжними громадськими організаціями Львівщини у 2006 році і присвячений до дня народження Євгена Коновальця.

## Історія
Село, належало до Львівського повіту, 14 км на пн.-захід від Львова. На півдні лежать Гряда і Завадів, на заході і півночі Зарудці, на пн.-сх. Костеїв, на сх. Великий Дорошів (Жовківський повіт). Південною частиною села пропливає потік Недільщина. Сільська забудова лежить на зах. території села. В 1890 році було 223 будинки, 1357 жителів в гміні. (1055 греко-католиків, 232 римо-католики, 49 ізраелітів, 21 інших віросповідань; 1183 русинів, 167 поляків, 7 німців). Парафія римо-католицька була в Костеєві, греко-католицька в селі, львівського деканату. До парафії належить Завадів. В селі була церква Св. Михаїла і гмінна кредитна каса з капіталом 1880 зл. Відповідно до записів Креховського, колись тут існував василіанський монастир.
Документом, виданим 11 жовтня 1377 року в Перемишлі, надає Владислав, князь Опольський, львівським домініканам у власність села Кротошин, Зашків і ін. В 1378 році визначає цей же князь межі Зашківської власності. (там же, стор. 13). Документом, виданим у Львові 1 жовтня 1397 року, переводить король Владислав ІІ Ягайло маєтності львівських домінікан, а між ними також село Зашків («Saszcowo») на магдебурзьке право. 21 березня 1399 року дозволяє Якуб Стрепа, латинський галицький архієпископ, закласти каплицю в Зашкові і виконувати там духовні обов'язки. Згідно з люстрацією з 1469 року, львівські домінікани показали надання Владислава Опольського на три села: Кротошин, Зашків і Костеїв. В 1515 році домінікани платять з села Зашків від 4 ланів, з млина пів копи, корчма дає фертона. В 1578 році платять від 17,5 ланів 3 ком.
У 1989 році мешканці Зашкова таємно вночі встановили пам'ятник на могилі Михайла Коновальця — батька провідника ОУН. 2011 року Львівська обласна рада виділила 20000 грн. для відновлення пам'ятників на могилах родичів Євгена Коновальця.
Гора Берковиця, що близькою до нп Зашків, перекладається як Ведмежа гора. Де "Бер", це ведмідь.

## Населення

### Мова
Розподіл населення за рідною мовою за даними перепису 2001 року:
| Мова            | Кількість | Відсоток |
| --------------- | --------- | -------- |
| українська      | 1402      | 99.36%   |
| російська       | 7         | 0.50%    |
| інші/не вказали | 2         | 0.14%    |
| Усього          | 1411      | 100%     |

## Відомі люди

Євген Коновалець

- о. Михайло Коновалець (1824—4.3.1887, Зашків) — парох села, дід провідника ОУН Євгена Коновальця, одружився 1852 року[9]
- Коновалець Михайло Михайлович — український галицький педагог, батько Евгена та Мирона, управитель (директор) місцевої народної школи

### Народились
- Євген Коновалець — Полковник Армії УНР, командант УВО, засновник і голова Організації Українських Націоналістів.
- Мирон Коновалець — один із організаторів Листопадового чину, поручник УГА, член УВО, журналіст. Брат Євгена Коновальця.
- Микола Творидло — український економічний діяч на Закарпатті і в Галичині, інженер, агроном.
- Ігор Чернюх — у 2012 році як учень Львівського фізико-математичного ліцею завоював Золоту медаль на 44 Міжнародній хімічній олімпіаі 2012 року (Вашингтон).       25 жовтня 2023 року захистив  дисертацію доктора філософії в Технологічному університеті м. Цюрих, Швейцарія.

## Пам'ятки
- Історико-меморіальний музей Євгена Коновальця (відділ Львівського історичного музею)[10].
- Пам'ятник Євгену Коновальцю, 14 червня 1991,

скульптор Роман Романович та архітектор В. Потюк (у липні знищений вандалами, у грудні відновлений)

## Фотографії

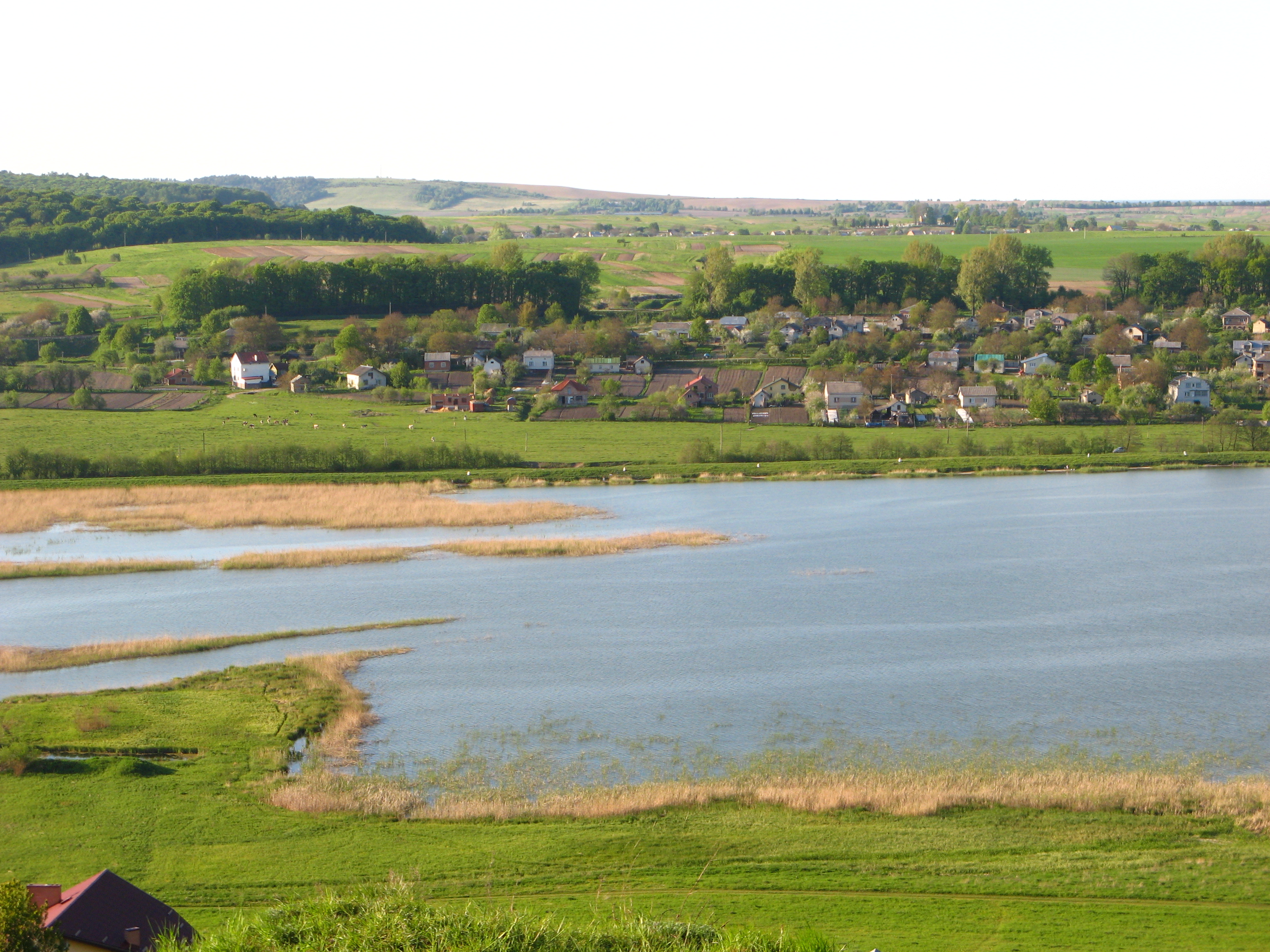
Західна частина Зашкова
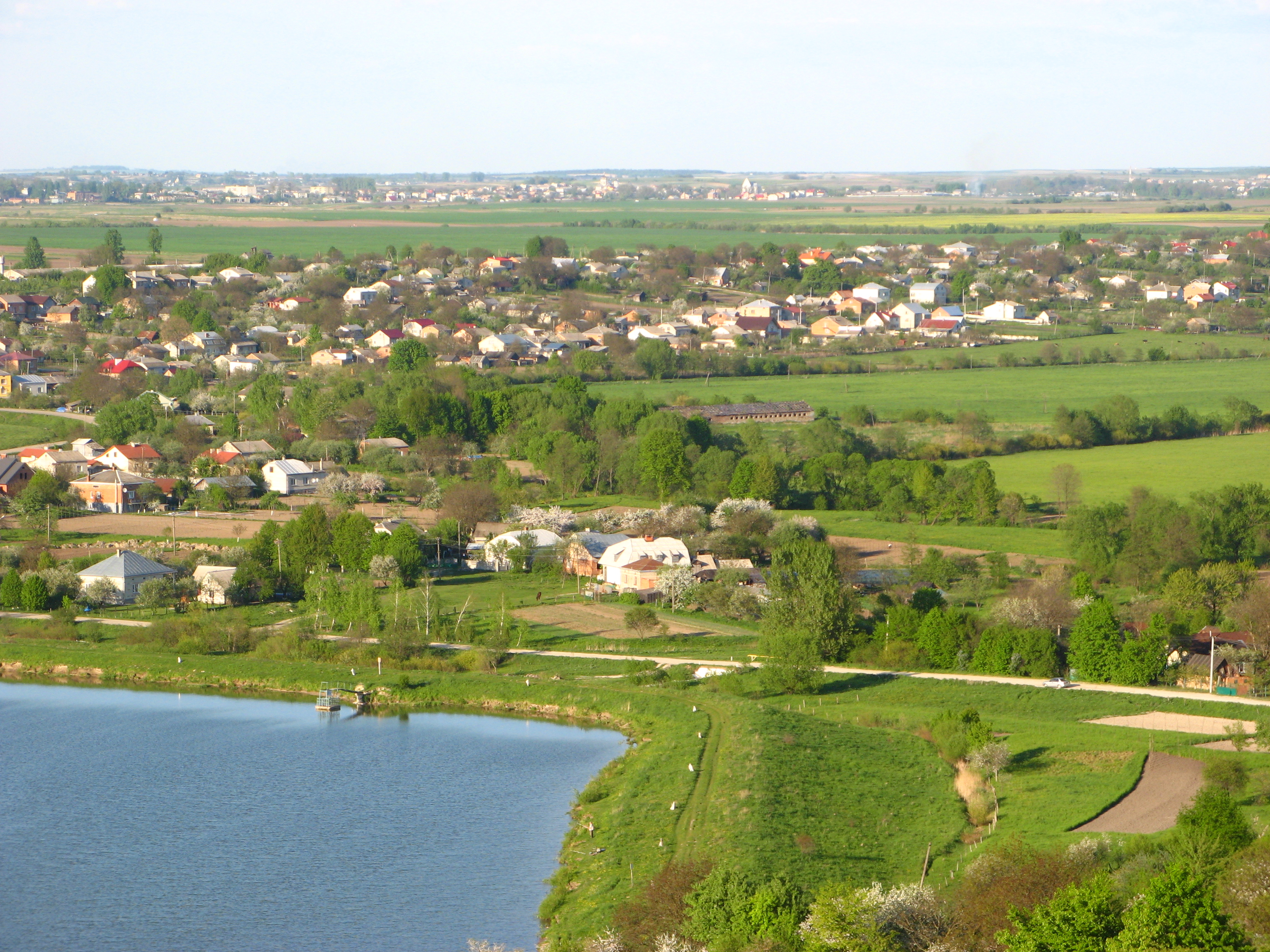
Східна частина Зашкова
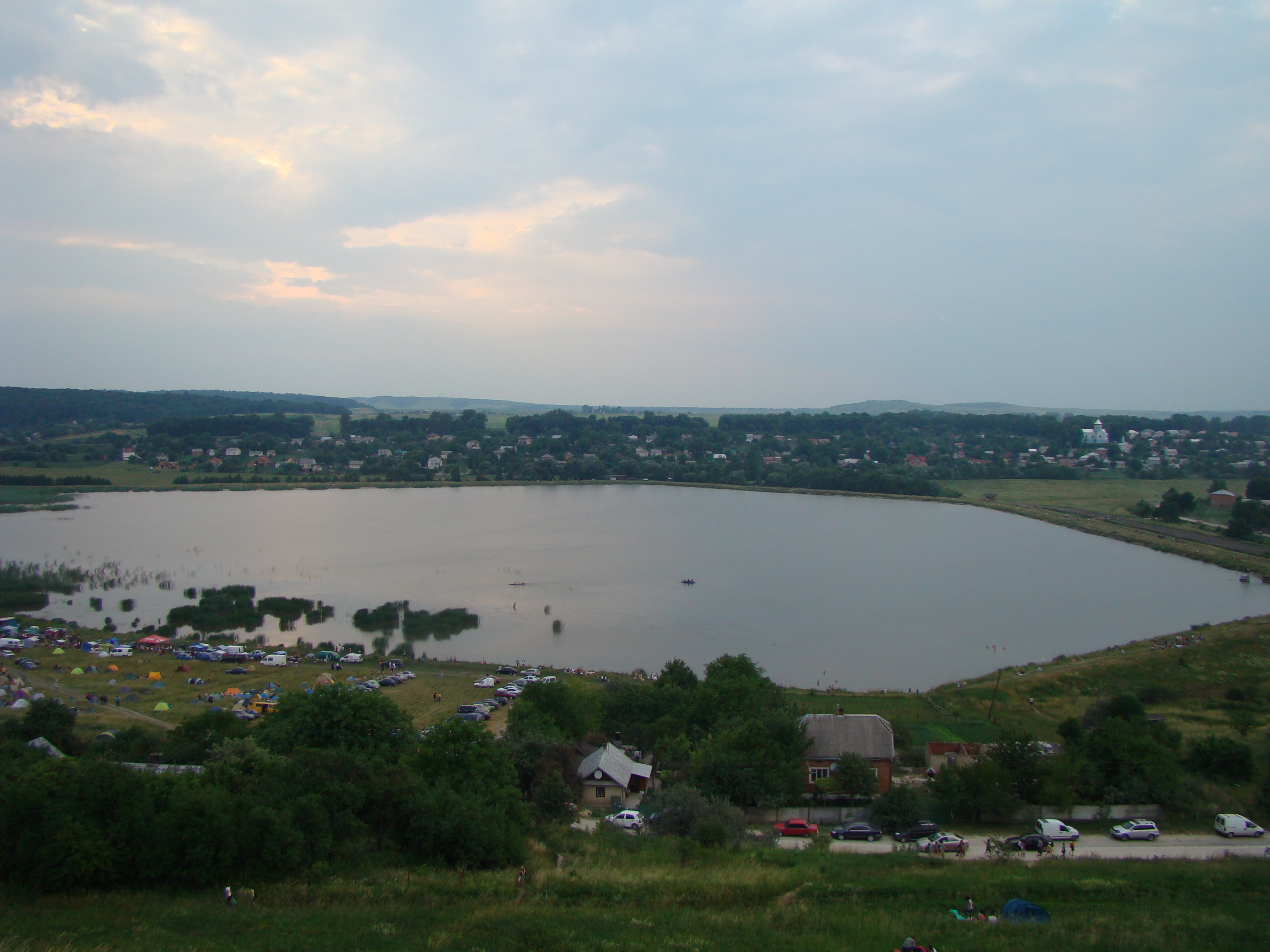
Став